# Around the World in Eighty Days (1956)
Around the World in Eighty Days is een Amerikaanse avonturenfilm uit 1956, gebaseerd op de roman De reis om de wereld in tachtig dagen van Jules Verne. De regie was in handen van Michael Anderson en John Farrow. De film, opgenomen in Technicolor won vijf Oscars waaronder die voor beste film.
De film wordt ingeleid met een proloog gepresenteerd door Edward R. Murrow met daarin beelden van de Franse film Le voyage dans la lune uit 1902 die gebaseerd is op het boek Van de aarde naar de maan, eveneens van Jules Verne. De film wordt afgesloten met een zes minuten durende aftiteling met animaties door Saul Bass.

## Verhaal
Het is het jaar 1872. Phileas Fogg, een gedistingeerd Engelsman en lid van de Reform Club in Londen. Tijdens een discussie in de club beweert hij dat hij met de huidige transportmiddelen in 80 dagen rond de wereld kan reizen. De leden van de club waar hij lid van is, zijn echter sceptisch. In theorie kan het wellicht maar er zullen onderweg altijd te veel praktische problemen zijn waardoor het niet kan lukken. Fogg gaat met vier van hen een weddenschap aan. Over precies 80 dagen, om 20.45 uur, zal hij terug zijn in de club. De inzet van de weddenschap is 20.000 pond sterling.
Samen met zijn net in dienst genomen bediende Passepartout vertrekt Fogg eerst richting Parijs. Kort nadat hij is vertrokken, ontstaat echter het vermoeden dat Fogg 55.000 pond sterling heeft gestolen uit de Bank of England. Inspecteur Fix van Scotland Yard wordt op de zaak gezet en zal Fogg de hele wereld over achtervolgen. Fogg doet ondertussen alles om zijn reis zo snel mogelijk te laten verlopen. Aangekomen in Parijs hoort hij dat een tunnel door de Alpen geblokkeerd is en koopt een luchtballon. Onderweg boven de Alpen drinken de twee champagne, gekoeld met sneeuw die ze van een bergtop hebben gepakt. Doordat ze uit koers raken komen ze in Spanje terecht waar Passepartout meedoet aan een komisch stierengevecht.
Via het Suezkanaal reizen Fogg en Passepartout naar India waar ze per trein doorheen zullen reizen. Onderweg redden ze Aouda, een jonge weduwe van een weduweverbranding. Ze reist met de twee heren verder mee. Het trio bezoekt Hongkong, Japan en San Francisco. Per trein dwars door het Wilde Westen moeten ze over een brug die op instorten staat waar ze met de rein net overheen komen voordat de brug uit elkaar valt. Ook wordt de trein aangevallen door Indianen.
Eenmaal in New York nemen ze de boot naar Venezuela maar onderweg koopt Fogg de kapitein om zodat deze naar Engeland vaart. Onderweg raken de kolen op. Fogg lost dit op door de boot te kopen en alles wat van hout is af te breken en in de motor te verbranden. Zo komen ze toch nog in Liverpool. Hier grijpt Fix zijn kans om eindelijk Fogg te arresteren terwijl deze nog maar enkele uren heeft om terug te keren in Londen. Op het bureau blijkt al snel dat de echte dader allang opgepakt was in Brighton. De vernederde Fix laat Fogg gaan maar de weddenschap is verloren. Terug in Londen beseft Fogg dat hij min of meer bankroet is door de kosten van de reis én de weddenschap die hij nog moet betalen. Hij stuurt Passepartout op pad om een trouwerij voor hem en Aouda te regelen maar deze komt erachter dat het niet maandag is maar zondag. Passepartout realiseert zich dat ze bij hun reis de Internationale datumgrens in oostelijke richting zijn overgestoken, en dus een dag tijdwinst hebben gemaakt. Ze liggen dus nog op schema. Fogg haast zich naar de club en arriveert net voor 20.45 uur in de club.

## Rolverdeling

### Hoofdrollen
| Acteur                    | Personage     |
| ------------------------- | ------------- |
| David Niven               | Phileas Fogg  |
| Mario Moreno "Cantinflas" | Passepartout  |
| Shirley MacLaine          | Prinses Aouda |
| Robert Newton             | Mr. Fix       |

### Cameo’s
De film is mede bekend door de vele cameo’s van bekende acteurs en actrices. Een overzicht:
| - Charles Boyer - Monsieur Gasse, ballonvaarder - Joe E. Brown - stationschef, landelijk Nebraska - Martine Carol - toerist, Parijs - John Carradine - Col. Proctor Stamp, San Francisco - Charles Coburn - klerk, Hongkong - Ronald Colman - spoorwegbeambte, India - Melville Cooper - steward - Noël Coward - Hesketh-Baggott - Finlay Currie - whist-partner - Reginald Denny - politiechef, Bombay - Andy Devine - stuurman van S.S. Henrietta - Marlene Dietrich - gastvrouwe, Barbary Coast Saloon - Luis Miguel Dominguín - stierenvechter - Fernandel - koetsier, Paris - Walter Fitzgerald - clublid - Ava Gardner - toeschouwster - John Gielgud - Mr Foster, de butler - Hermione Gingold - sportende dame - José Greco - danser - Sir Cedric Hardwicke - Generaal Sir Francis Gromarty, India - Trevor Howard - Falletin - Glynis Johns - reisgenote - Buster Keaton – dirigent - Evelyn Keyes - flirt |  | - Beatrice Lillie - evangeliste, Londen - Peter Lorre - Steward van S.S. Carnatic - Edmund Lowe - Engineer van S.S. Henrietta - Col. Tim McCoy - kolonel, U.S. Cavalry - Victor McLaglen - roerganger van S.S. Henrietta - A.E. Matthews - clublid - Mike Mazurki - karakcter (in Hongkongse bar) - John Mills - taxichauffeur in Londen - Robert Morley - Ralph (Reform club) - Alan Mowbray - Consul - Edward R. Murrow - verteller, proloog - Jack Oakie - kapitein van de S.S. Henrietta - George Raft - uitsmijter van de Barbary Coast Saloon - Gilbert Roland - Achmed Abdullah - Cesar Romero - beul - Frank Sinatra - barpianist - Red Skelton - dronkaard, Barbary Coast saloon - Ronald Squire - clublid - Basil Sydney - clublid - Richard Wattis - Insp. Hunter - Harcourt Williams - Hinshaw |

## Achtergrond
“Around the World in 80 Days” was een grote Hollywood-productie, grotendeels opgenomen met Michael Todds 70mm Todd-AO system. Het was Michael Todds eerste film. Daarvóór had hij enkel ervaring met theaterproducties.
Het filmen vond plaats eind 1955, van 9 augustus tot 20 december. De productie werd in 75 dagen afgerond. De film werd opgenomen op 140 verschillende locaties, met 100 sets en 36 000 kostuums. De filmploeg bestond naast de hoofdacteurs en de vele artiesten met een cameo ook uit duizenden figuranten. Voor de stierengevechtsscène werden alle 6500 inwoners van een Spaans dorpje opgetrommeld om als figuranten in de arena te zitten. Todd vond dit echter nog niet genoeg, en haalde daarom nog eens 3500 extra mensen uit omliggende dorpen. Voor de stampedescène in het Wilde Westen werden 6000 Amerikaanse bizons gebruikt. Aan de gevechtsscène in de trein werkten 650 Indianen mee als figuranten.
Todd gebruikte soms schaalmodellen van boten en treinen in de film, maar vond dat deze er niet realistisch genoeg uitzagen. Daarom stond hij erop dat de meeste scènes werden gefilmd met echte schepen en treinen.
De film was een groot succes bij uitkomst, en bracht in totaal 100 miljoen dollar op.
Een van de beroemdste scènes in de film is die waar de twee helden per luchtballon naar Parijs reizen. Voor deze scène werd een kraan gebruikt waar de ballon aan hing. Deze scène is er echter voor de film bijbedacht en komt niet voor in het originele boek.

## Prijzen en nominaties
1956
- De NYFCC Award voor best film – gewonnen
- De NYFCC Award voor beste script – gewonnen
- De NBR Award voor beste film – gewonnen

1957
- Acht Academy Awards:
  - Beste cinematografie – gewonnen
  - Beste Filmmontage – gewonnen
  - Beste muziek - gewonnen
  - Beste film - gewonnen
  - Beste script - gewonnen
  - Beste Best Art Direction-Set Decoration, Color
  - Beste kostuumontwerp
  - Beste regisseur (Michael Anderson)
- De DGA Award voor Outstanding Directorial Achievement in Motion Pictures
- De Golden Globe voor Beste film – drama – gewonnen
- De Golden Globe voor Beste filmacteur - Comedy/Musical (Cantinflas) – gewonnen
- De Golden Globe voor beste filmregisseur (Michael Anderson)
- De WGA Award voor Best Written American Comedy